# Euphorbia margalidiana
Euphorbia margalidiana és una espècie fanerògama de la família de les Euforbiàcies. És endèmica de les Illes Balears, concretament de l'illot de Ses Margalides, a la costa nord de l'Illa d'Eivissa. Ocupa un hàbitat de tipus mediterrani i entre la vegetació arbustiva rocosa a fissures de roques a llocs secs. Pertany al grup d'Euphorbia squamigera i alguns autors la consideren una subespècie d'aquesta.
És una lleteresa arbustiva (de fins a 100 cm d'alçada). Les tiges són una mica gruixudes i tenen fulles lanceolades de marge sencer. Flors amb nectaris el·líptics i sencers sense apèndixs. El fruit és una càpsula esferoïdal amb berrugues dorsals cilíndriques. Llavors llises.

## Taxonomia
Euphorbia margalidiana va ser descrita per Kühbier i Lewej. i publicada a Veroff. Uberseemus. Bremen, Reihe A. Naturwiss. 5: 25. 1978.

### Etimologia
- Euphorbia: nom genèric que deriva del metge grec del rei Juba II de Mauritània (52 a 50 aC - 23), Euphorbus, en el seu honor – o fent al·lusió al seu gran ventre – ja que usava mèdicament Euphorbia resinifera. El 1753 Linné va assignar el nom a tot el gènere.[2]
- margalidiana: epítet geogràfic que fa al·lusió a la seva a l'illot de Ses Margalides, a la costa nord d'Eivissa.

### Sinonímia
- Euphorbia squamigera subsp. margalidiana[3]